# Rhinocypha xanthe
Rhinocypha xanthe – gatunek ważki z rodziny Chlorocyphidae.